# Ilybiosoma lugens
Ilybiosoma lugens är en skalbaggsart som först beskrevs av Leconte 1852.  Ilybiosoma lugens ingår i släktet Ilybiosoma och familjen dykare. Inga underarter finns listade i Catalogue of Life.